# ФК Бъртън Албиън
ФК „Бъртън Албиън“ (на английски: Burton Albion F.C.) е английски футболен клуб от град Бъртън ъпон Трент. Основните цветове на клуба са черно-жълто.

## История
Отборът е образуван през 1950 година.

## Успехи
- Финалист за ФА Трофи – 1987

## Стадион
Домакинските мачове се провеждат на стадион „Пирели“.

## Български футболисти
- Димитър Евтимов: 2018/19 - (8 мача - 0 гола)